# Kakata
Kakata ist eine Stadt in Liberia mit 33.945 Einwohnern (Volkszählung von 2008), womit sie zu den größten Städten des Landes gehört. Sie ist die Hauptstadt der Verwaltungsregion Margibi County. Etwa 15 Kilometer entfernt befindet sich die Borlola River Bridge. Die Stadt liegt an der zentralliberianischen Hauptstraße Monrovia–Kakakta–Ganta unweit zur Grenze zum Montserrado County.
Das Booker T. Washington Institute BWI, befindet sich in Kakata, es wird in privater Trägerschaft geführt und besteht seit den 1950er Jahren. Dort werden über 5000 Jugendliche unterrichtet, somit ist es die größte Berufsschule des Landes. Die BWI hat einen hervorragenden Ruf, kann aber trotz hoher Gebühren der Anfragen nicht Herr werden.
In Kakata steht das Watara Sackor Hospital.

## Söhne und Töchter der Stadt
- Michael Kpakala Francis (1936–2013), Erzbischof